# Mari Beyleryan
Mari Beyleryan (En armenio: en armenio: Մառի Պեյլերյան; 1877, Constantinopla - 1915) fue una activista feminista, escritora y figura pública armenia, y víctima del Genocidio Armenio.

## Biografía
Finalizó en la Facultad de Esayan de la Universidad de Constantinopla, y luego se perfeccionó en el estudio de Bera. Contribuyó en varias revistas, como "Arevelk" y "Hunchak". En 1895 Beyleryan devino una de las organizadoras de la manifestación Bab-Ali, y como fue arrestada por la policía, dejó la capital y se trasladó a Alejandría. En Egipto trabajó como profesora en una escuela armenia local. Entre 1902 y 1903 publicó la revista "Artemis" sobre mujeres armenias en la diáspora, y fue el primer periódico dedicado a los derechos de las mujeres. Consideraba que la educación y el trabajo femeninos eran fundamentales para el desarrollo de Armenia. Después de la Revolución de los Jóvenes Turcos regresó a la Turquía otomana, y trabajó como profesora en diferentes regiones, dirigiendo el Colegio de Niñas de Eudokia. Fue autora de obras literarias como el libro "Depi Ver". Pereció asesinada durante el genocidio armenio.